# Лейблер, Людвик
Людвик Лейблер (пол. Ludwik Leibler; 2 ноября 1951, Варшава, Польша) — польский и французский физик, специалист в области науки о полимерах.
Член Французской академии наук (2014), иностранный член Национальной инженерной академии США (2004).

## Биография
Окончил физический факультет Варшавского университета (1973) и аспирантуру там же (1976). Дипломная и диссертационная работы были отмечены, соответственно, наградой Польского физического общества и Ректора университета.
В 1977—78 годах работал в Коллеж де Франс под руководством де Жена. В 1978—79 — в Центре ядерных исследований (Сакле). В 1979—84 — в Центре исследования макромолекул (Страсбург) с перерывом на работу визитирующим исследователем в Калифорнийский университет (Сан-Диего, 1982—83).
С 1989 года по настоящее время работает в ESPCI, с 2001 года занимая пост профессора. В промежуток 1996—2003 руководил объединённой лабораторией Atofina-CNRS. В настоящее время в ESPCI руководит Лабораторией мягкой материи и химии и имеет статус директора исследований CNRS исключительного класса.

## Труды
Исследования явления адгезии, структур и динамики полимерных систем, наноструктурных покрытий, гибридных упорядоченных материалов. Известен как основатель теории микрофазного расслоения блок-сополимерных расплавов в пределе слабой сегрегации.

## Награды
- Премия Польского физического общества за лучшую дипломную работу, 1974
- Премия ректора Варшавского университета за лучшую диссертацию, 1977
- Грант Жолио-Кюри, 1979
- Премия Французской полимерной группы (GFP), 1986
- Серебряная медаль Национального центра научных исследований, 1989
- Научная премия IBM в области наук о материалах, 1989
- Премия выдающемуся ученому-полимерщику (Distinguished Polymer Scientist Award), IUPAC World Polymer Congress Macromolecules, 2004
- Премия в области полимерной физики Американского физического общества, 2006
- Премия в области полимерной химии Американского химического общества, 2007
- Гран-при Французского института нефти, 2009
- Гран-при Пьера Сю Французского химического общества), 2009